# 爪哇牛鼻鲼
爪哇牛鼻鲼（学名：Rhinopterus javanica）为牛鼻鲼科牛鼻鲼属的鱼类。分布于印度、斯里兰卡、爪哇以及大陆、台湾沿岸等。该物种的模式产地在爪哇。